# Красій Семен Опанасович
Семен Опанасович Красій (1926—2002) — полковник Радянської Армії, учасник Німецько-радянської війни, Герой Радянського Союзу (1943).

## Біографія
Семен Красій народився 10 вересня 1926 року в селі Верхня Сироватка (нині — Сумський район Сумської області). Закінчив сім класів школи. В 1943 році Красій був призваний на службу до Робітничо-селянської Червоної Армії. З березня 1943 року — на фронтах Німецько-радянської війни. У боях був поранений і контужений. До жовтня того ж року червоноармієць Семен Красій був сапером 180-го окремого саперного батальйону 167-ї стрілецької дивізії 51-го стрілецького корпусу 38-ї армії Воронезького фронту. Відзначився під час форсування Десни і Дніпра.
У вересні — жовтні 1943 року Красій брав участь у розмінуванні розвідці місць переправ. Під час форсування Дніпра він 20 годин вів розвідку броду у старому руслі річки, після чого успішно доставив отримані відомості командуванню.
Указом Президії Верховної Ради СРСР від 13 листопада 1943 року за зразкове виконання бойових завдань командування на фронті боротьби з німецькими загарбниками і проявлені при цьому мужність і героїзм" червоноармієць Семен Красій був удостоєний високого звання Героя Радянського Союзу з врученням ордена Леніна і медалі «Золота Зірка» за номером 4227.
Брав участь у радянсько-японській війні. Після закінчення війни Красій продовжив службу в Радянській Армії. У 1948 році він закінчив Ленінградське училище військових сполучень, в 1950 році — Чернівецький державний університет.
У 1973 році в званні полковника Красій був звільнений у запас. Проживав у Сумах.
Помер 11 лютого 2002 року, похований на Засумському кладовищі Сум.
Був нагороджений орденом Вітчизняної війни 1-го ступеня і низкою медалей.